# Albin Mlakar
Albin Mlakar (Planina, 25 febbraio 1890 – Maribor, 17 luglio 1946) è stato un militare austro-ungarico e partigiano sloveno.

## Biografia

### I primi anni
Albin Mlakar, che si firmò come Mlaker fino al crollo dell'impero austro-ungarico, nacque a Planina, un piccolo paesino della Carniola centro meridionale nel 1890, allora parte dell'Impero austro-ungarico. Il padre Štefan, originario di Vrhloga (in tedesco Obernau) frazione di Windisch Feistritz nella Bassa Stiria, fu un impiegato dell'Imperial regia privilegiata società delle ferrovie meridionali ed ebbe 9 figli da Marjeta Beg. Albin fu il terzogenito della coppia. Nel 1899 la famiglia si spostò a Pettau in seguito al trasferimento del padre come capo stazione in un piccolo paese nelle vicinanze della città. Albin frequentò il ginnasio a Pettau. Fu molto bravo in matematica ma si appassionò anche alla letteratura e a suonare il violoncello. Dopo il ginnasio i suoi genitori decisero di mandarlo alla scuola per allievi ufficiali pionieri a Hainburg che terminò nel 1909.
Alla fine dei suoi studi fu assegnato al 5º Battaglione pionieri (k.u.k. Pionierbataillon Nr. 5) di stanza a Krems. Nel 1912 fu promosso sottotenente e trasferito al 14º Battaglione zappatori (k.u.k. Sappeurbataillon Nr. 14), la nuova specialità del genio austriaco appena costituitasi, di stanza a Trento e Linz. Nel giugno 1914 dovette lasciare l'esercito, probabilmente per motivi di salute.

### La Prima guerra mondiale
Albin Mlakar acquistò una certa notorietà per alcune azioni durante la prima guerra mondiale che lo resero famoso all'epoca. Durante la guerra scrisse un diario, pubblicato poi dal museo della guerra di Caporetto nel 1995.
Allo scoppio della guerra fu richiamato in servizio ed inviato in Galiza sul fronte orientale in una unità d'artiglieria. Durante la sua permanenza sul fronte orientale fu colpito da una forte nevrosi che lo costrinse a lasciare temporaneamente il fronte. Nel corso della sua vita fu colpito più volte da questi disturbi. Dovette lasciare di nuovo il fronte nel gennaio 1915 dopo una ferita procuratasi durante una scaramuccia con una pattuglia di Cosacchi.
Rientrò in servizio attivo non ancora completamente guarito solo dopo l'entrata di guerra dell'Italia, in ansia di poter difendere finalmente la propria terra dal nemico traditore. A settembre 1915 si trovò, sempre in artiglieria, sul Basso Isonzo, nella zona di Gorizia, dove partecipò alla Terza ed alla Quarta battaglia dell'Isonzo.
Nel febbraio 1916 fu trasferito sul fronte Trentino in preparazione della Frühjahrsoffensive, l'offensiva di primavera. Makler fu assegnato alla 1ª compagnia del 14º Battaglione zappatori inquadrata nella 3ª Divisione fanteria del XX Corpo d'Armata. Coll'inizio dell'offensiva il 15 maggio la compagnia di Mlakar fu alle dipendenze del 59º Reggimento "Rainer" ad est di Folgaria con il compito di aprire dei varchi nei reticolati italiani per far avanzare la fanteria imperiale.

#### La presunta conquista di Forte Casa Ratti
Mlakar diventò famoso una decina di giorni dopo, il 26 maggio 1916, quando gli fu attribuita la conquista di Forte Casa Ratti. La notizia fece il giro in tutta la stampa dell'impero e Mlakar fu stilato come eroe. Fu promosso a tenente e insignito con l'Ordine di Cavaliere dell'Ordine imperiale di Leopoldo. Il suo nome apparve anche nei bollettini di guerra austro-ungarici, merito che fu concesso solo ad altri 8 ufficiali durante la guerra. Ma l'occupazione di Casa Ratti non fu indiscussa: ufficialmente fu attribuita a Mlakar, versione che fu comoda per motivi propagandistici agli alti comandi austro-ungarici, in verità il forte, già abbandonato a se stesso, fu occupato da una pattuglia del 50º Reggimento, alla quale Mlakar si riunì quando la pattuglia era già all'interno del forte. Per vari motivi il rapporto della pattuglia raggiunse gli alti comandi in ritardo, nel frattempo si diffuse la notizia della conquista di Casa Ratti sotto la guida di Mlakar. Le indagini promosse dal comandante del 2º Battaglione del 50º Reggimento, maggiore Josef Artner, per ristabilire la verità, furono a loro volta insabbiate. Artner descrisse Mlakar come persona un po' strana in quanto prima di riunirsi alla pattuglia che entrò nel Forte Casa Ratti sparò con un fucile, senza apparente motivo, un paio di colpi verso il forte, sostenendo che fosse ancora occupato. Secondo Artner fu necessario richiamarlo all'ordine più volte prima che si fermasse.
Un mese dopo Mlakar riceve l'incarico di minare il Forte Casa Ratti in seguito al ritiro parziale dell'esercito imperiale dopo la fine dell'offensiva iniziata sei settimane prima. Compito che portò alla conclusione il 24 giugno 1916 quando il Forte saltò in aria.

#### La guerra sotterranea
In seguito Mlakar si fece notare come esperto nella guerra sotterranea. L'11 agosto 1916 fu incaricato di guidare i lavori di mina sul Monte Cimone di Tonezza a comando di due compagnie di zappatori, la 1ª/14º e la 7ª/8º Battaglione zappatori, guidando in totale 64 uomini. Durante questi lavori fu leggermente ferito alla testa da una bomba a mano, ferita che non gli impedì di finire il suo compito. Il comandante del 1º Battaglione del 59º Reggimento Rainer, Hueber, a capo del presidio austro-ungarico sul Cimone, lo descrisse come una persona "diversa dagli altri" e l'immagine che si diffuse di lui nei comandi superiori fu quella di una persona inquieta. Ci si riferiva al fatto che ad esempio Mlakar annunciava con una bandiera la sua presenza da cecchino davanti alle linee italiane per tenere sotto tiro le vedette e far lavorare in tranquillità i suoi uomini. Questo comportamento tuttavia provocava dall'altra parte la reazione italiana con violenti bombardamenti: secondo il comandante della 3ª Divisione col suo atteggiamento Mlakar mise a rischio l'intera operazione e fu valutata anche la sua sostituzione. Il successo dell'operazione, la colossale mina del Cimone che esplose il 23 settembre 1916 e che portò alla completa occupazione della parte sommitale del monte da parte degli austro-ungarici, confermò però il suo operato. Per la mina del Monte Cimone fu decorato con la Croce al merito militare.
Dopo il successo sul Monte Cimone fu richiamato o si propose, come nel caso della Busa Alta, come esperto nella guerra sotterranea lungo il fronte italo-austriaco. Ai primi di dicembre del 1916 propose la riconquista del Monte Cauriol, perso dagli austro-ungarici alla fine d'agosto 1916, tramite lo scavo di una galleria d'attacco e chiese di poter effettuare una ricognizione in loco. La proposta di Mlakar fu accolta dal generale del XX Corpo d'armata Josef Roth von Limanowa-Łapanów comandante delle truppe austro-ungariche sul Lagorai il 30 dicembre 1916.
Nel frattempo fu richiamato sul Monte Majo presso Posina dove gli imperiali temettero un attacco di mina. Il 3 gennaio 1917 Mlakar effettuò dei rilievi acustici e concluse che i timori non erano fondati. Propose comunque di iniziare gli scavi per una galleria d'attacco perché secondo lui vi era il rischio che gli italiani insospettati dai rumori dei precedenti scavi austro-ungarici iniziassero a loro volta uno scavo offensivo. Anche questa proposta fu accolta e Mlakar fu incaricato di dirigere i lavori.
Non riuscì a completare il suo progetto sul Monte Majo perché solo un paio di settimane dopo, il 23 gennaio 1917, fu richiesta la sua presenza come esperto rilevatore acustico nella guerra sotterranea sul Pasubio. In seguito collaborò anche nei lavori d'avanzamento della galleria d'attacco austriaca, la galleria Ellison, denominata così dal comandante della 1ª Brigata Kaiserjäger in capo, Otto Ellison von Nidlef, che dal Dente Austriaco avanzava verso il Dente Italiano.
Nel febbraio 1917 si recò, dopo le due parentesi sul Monte Majo e sul Monte Pasubio, nella zona del Monte Cauriol ad eseguire dei rilievi. Nel successivo rapporto cambiò idea, non fu più il Cauriol l'obbiettivo, in quanto il suo possesso secondo Mlakar non influenzava la tenuta del fronte. Ritenne invece che tale importanza spettava alla vicina Busa Alta occupata per metà dagli italiani e per metà dagli imperiali dopo la conquista italiana della cima sud ai primi di ottobre del 1916. Elaborò pertanto un progetto per un attacco di mina che fu approvato il 31 marzo 1917. Per l'operazione, nome in codice Fischotter (lontra in italiano), Mlakar progettò quattro mesi di lavoro con 70 uomini ma ben presto apparvero i primi problemi. Lanciò reiterate richieste e proteste per accelerare i lavori anche al limite dell'affronto in confronto ai superiori. Tra quest'ultimi si sviluppò l'idea che il tenente utilizzasse il suo comportamento presuntuoso e le sue richieste eccessive come pretesto per sottrarsi da un compito sottovalutato. Alla fine, ai primi di maggio il piano fu abbandonato.
Nell'autunno del 1917 fu inviato sul fronte isontino sul Monte Vršič nella zona del Monte Nero. Il 10 ottobre si verificò un crollo parziale che aprì un varco tra le gallerie austriache ed italiane con un confronto diretto tra i due schieramenti con alcune vittime. Questo incidente ritardò l'operazione ma Mlakar la portò comunque alla conclusione e fece brillare la mina il 24 ottobre 1917. Per questa azione fu decorato con la Medaglia d'onore al valor militare in oro.
Nel 1918 fu promosso capitano e trasferito al 21º Battaglione zappatori dove visse la fine della guerra e il collasso dell'impero austro-ungarico.

### Nel dopoguerra
Dopo l'armistizio nel novembre 1918 fa già parte del neocostituito esercito sloveno a Ptuj, prima Pettau. Tra la fine del 1918 e l'inizio del 1919 partecipa alla occupazione della Bassa Stiria e della Carinzia meridionale, abitati entrambi anche da sloveni, sotto la guida del nazionalista sloveno Rudolf Maister. A febbraio, in seguito all'aggravarsi della sua nevrosi, fu costretto a lasciare di nuovo temporaneamente l'esercito del Regno dei Serbi, Croati e Sloveni al quale le truppe slovene si erano nel frattempo aggregate. Ritornò in servizio nel maggio dello stesso anno e partecipò all'offensiva in Carinzia finché il Consiglio supremo di guerra alleato non impose l'armistizio.
La sua presa di posizione per la questione slovena non fu accolta molto bene nell'Austria. Ancora durante l'impero la sua persona fu tirata in ballo per questioni nazionali. Dai giornali in lingua slovena fu invece celebrato come eroe sloveno e per questo fortemente attaccato dalla stampa tedesca.
Rimase in servizio attivo fino all'ottobre 1920 quando la sua malattia lo costrinse definitivamente a lasciare tutti gli incarichi. Nello stesso anno si sposò e nacque il primo dei suoi due figli. Il matrimonio non fu felice e Mlakar andò a vivere da solo.
Non sostenne l'occupazione tedesca della Slovenia e l'annessione della Bassa Stiria al Reich nel 1941. Ritenne poi che Hitler fu pazzo ad attaccare l'Unione Sovietica. Nello stesso anno furono arruolati anche i suoi due figli nella Wehrmacht mentre Albin andò a lavorare per l'Organizzazione Todt. Dopo la morte del figlio più giovane sul fronte russo, decise di passare ai partigiani. Nel 1944 divenne, nel rango di maggiore, responsabile del genio nel VII Corpo partigiano. Durante il servizio progettò alcuni ponti per l'esercito popolare di Liberazione. Dopo la fine della guerra si ritirò definitivamente dalla vita militare. Morì nel 1946 in un ospedale militare a Maribor.